# Pidhirți, Brodî
Pidhirți (în ucraineană Підгірці) este localitatea de reședință a comunei Pidhirți din raionul Brodî, regiunea Liov, Ucraina.

## Demografie
Componența lingvistică a localității Pidhirți
     Ucraineană (99,26%)
     Alte limbi (0,74%)
Conform recensământului din 2001, majoritatea populației localității Pidhirți era vorbitoare de ucraineană (99,26%), existând în minoritate și vorbitori de alte limbi.